# Furosemid
Furosemíd, pod tržnima imenoma Lasix, Edemid, je sulfonamidni diuretik (učinkovina, ki poveča izločanje seča) z močnim učinkom. Uporablja se za zdravljenje edemov (kopičenja tekočine) zaradi srčnega popuščanja, jetrne ciroze ali bolezni ledvic. Deluje tudi kot zdravilo za zniževanje krvnega tlaka. Daje se intravensko (v žilo dovodnico) ali peroralno (z zaužitjem). Po peroralni uporabi učinek nastopi po okoli eni uri, po intravenskem injiciranju pa v petih minutah.
Med pogoste neželene učinke spadajo ortostatska hipotenzija, šumenje v ušesu (tinitus) in preobčutljivost za svetlobo. Možni hudi neželeni učinki so motnje elektrolitskega ravnovesja, znižan krvni tlak in oglušelost. Pri bolnikih, ki prejemajo furosemid, se priporoča redno spremljanje z izvajanjem krvnih testov. Spada med diuretike henlejeve zanke; njegovo prijemališče je v ascendentnem delu zanke nefrona. Zmanjša reabsorpcijo natrija v ledvicah.
Furosemid so odkrili leta 1962. Uvrščen je na seznam osnovnih zdravil Svetovne zdravstvene organizacije, torej med najpomembnejša učinkovita in varna zdravila, potrebna za normalno zagotavljanje zdravstvene oskrbe.

## Klinična uporaba
Furosemid se primarno uporablja za zdravljenje povišanega krvnega tlaka in edemov. Je zdravilo izbora za zdravljenje večine bolnikov z edemi zaradi srčnega popuščanja. Uporablja se tudi pri jetrni cirozi, motnjah delovanja ledvic, nefrotskem sindromu in kot dopolnilno zdravljenje pri možganskih in pljučnih edemih, kjer je potrebna hitra forsirana diureza, ki se doseže z intravenskim dajanjem zdravila. Skupaj z ustrezno rehidracijsko terapijo se uporablja tudi za zdravljenje hude hiperkalcemije.
Pri kroničnih ledvičnih boleznih, ki jih spremlja hipoalbuminemija, se uporablja skupaj z albumini za povečanje diureze. Skupaj z albumini se uporablja tudi pri nefrotskem sindromu, za zmanjšanje edemov.

## Neželeni učinki
Zaradi pospeševanja izločanja kalijevih ionov se lahko pojavi hipokaliemija. Tveganje za hipokaliemijo je največje, kadar se uporabljajo nenadni visoki intravenski odmerki zdravila pri bolnikih z oslabljeno srčno funkcijo. Pogosti neželeni učinki furosemida so še: hipovolemija, hiperurikemija (ker se furosemid v proksimalnem tubulu izloča preko istega prenašalnega sistema kot sečnina), hipomagneziemija in hipokalciemija ter presnovna alkaloza, ki nastane zaradi povečanega izločanja vodikovih ionov.
Med pogoste neželene učinke spadajo tudi ortostatska hipotenzija, šumenje v ušesu (tinitus) in preobčutljivost za svetlobo.
Furosemid lahko deluje škodljivo na sluh, čeprav podatki o tem niso enoznačni. Ototoksičnost se lahko pojavi po zlasti hitrem dajanju visokih intravenskih odmerkov pri bolnikih z ledvično boleznijo.

## Mehanizem delovanja
Furosemid je močan, kratko in hitro delujoč diuretik henlejeve zanke. Kot druge učinkovine iz te skupine zavira delovanje prenašalca za natrijeve, kalijeve in kloridne ione (Na+/2CI-/K+-prenašalec) in s tem zavre reabsorpcijo teh ionov v navzgornjem delu henlejeve zanke, s čimer se pospešeno izločajo v seč. Povečano izločanje natrija sekundarno poveča izločanje osmotsko vezane vode ter s tem izločanje seča. Prav tako se poveča izločanje kalcijevih in magnezijevih ionov. Furosemid povzroči od odmerka odvisno stimulacijo renin-angiotenzin-aldosteronskega sistema. Zaradi povečanega izločanja natrijevega klorida, zmanjšane odzivnosti gladkega žilnega mišičja na vazokonstrikcijske dražljaje in zmanjšanega volumna krvi deluje hipotenzivno (zniža krvni tlak).